# HMS Spiraea (K08)
HMS Spiraea (K08) je bila korveta razreda flower Kraljeve vojne mornarice, ki je bila operativna med drugo svetovno vojno.

## Zgodovina
Kraljeva vojna mornarica je avgusta 1947 prodala ladjo, ki je bila naslednje leto preprodana, preurejena v trgovsko ladjo in bila preimenovana v Thessalonika.